# Större kulguldstekel
Större kulguldstekel (Pseudomalus triangulifer) är en stekelart som först beskrevs av Elzéar Abeille de Perrin 1877.  Pseudomalus triangulifer ingår i släktet kulguldsteklar (Pseudomalus), och familjen guldsteklar (Chrysididae).
Enligt den finländska rödlistan är arten nära hotad i Finland. Arten är reproducerande i Sverige. Artens livsmiljö är skogar.